# Forradal
Forradal är en by i Stjørdals kommun i Trøndelag fylke i mellersta Norge. Byn ligger vid fylkesväg 6792 och älven Forra, nordöst om tätorten Hegra.